# Ludolf Quirre

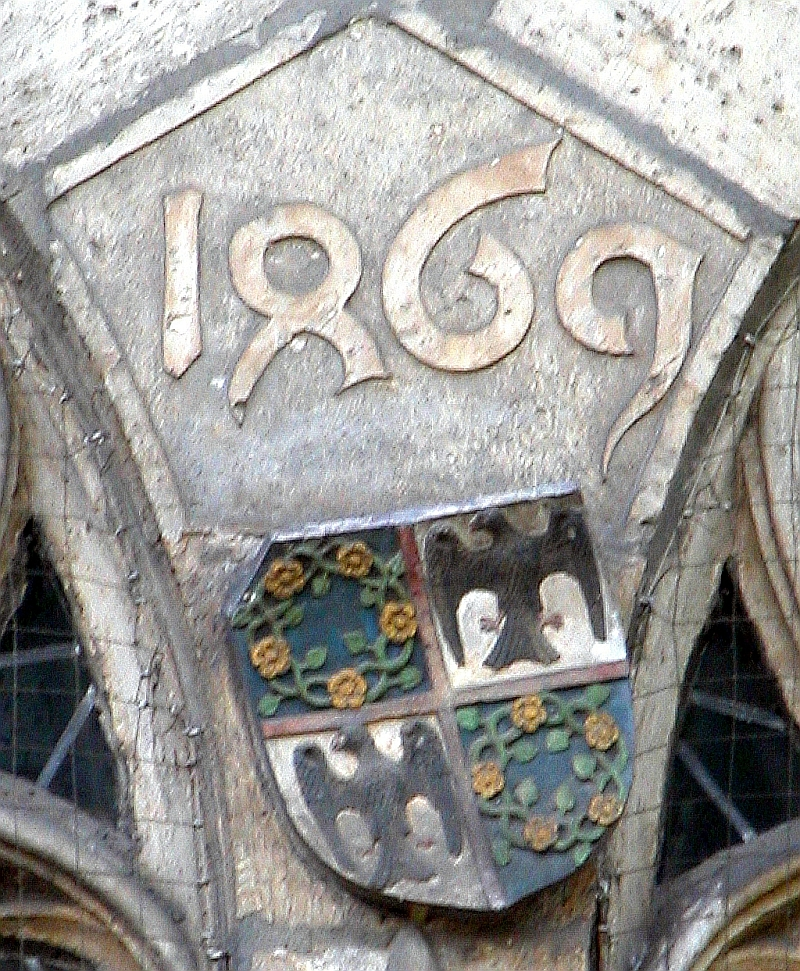
Wappen des Halberstädter Dompropstes Ludolf Quirre mit Jahreszahl 1469 über dem Hauptportal des Braunschweiger Doms.

Ludolf Quirre, auch Ludolph oder latinisiert Ludolphus, (* um 1395 in Hannover; † 9. April 1463 in Braunschweig) war Kleriker und Doktor des Kirchenrechts, der es durch Vetternwirtschaft, Pfründensammeln und Seilschaften über den Status eines Stiftsherrn des Braunschweiger St.-Blasius-Stifts bis zum Dompropst in Halberstadt brachte.

## Leben

### Familie
Die Familie Quirre ist seit 1387 in Hannover nachgewiesen. Ludolf Quirre entstammte einer wohlhabenden hannoverschen Bürgerfamilie. Er war verwandt mit Berthold Rike, von 1409 bis 1436 Dompropst zu Lübeck, sowie mit Ludolf Grove, dem späteren Bischof von Ösel in Estland.
Die Familien Grove und Quirre besaßen benachbarte Grundstücke zwischen der Leinstraße und der Leine in Hannover, einem Gelände, auf dem später das Leineschloss errichtet werden sollte: 1452 schenkte Bischof Grove dem Minoritenkloster in Hannover die „domus“ der Familie Grove – an das Gelände des dort durch die Ordensbrüder dann errichteten Kräutergartens grenzte das „Quirresche Grundstück“.

### Werdegang
Quirres Eltern sandten den jungen Ludolf zur Ausbildung nach Braunschweig an die Stiftsschule des Domes St. Blasius. Vermutlich schickte Rike Quirre anschließend zum Studium an die Universität Erfurt. 1417 immatrikulierte er sich an der Universität Bologna, um Rechtswissenschaften zu studieren. Vermutlich erwarb er dort auch das Notarspatent. 1420 ist er Notar in den Diensten Bernhard I. von Braunschweig-Lüneburg.
Durch Protektion Bernhards wurde Quirre Stiftsherr an St. Blasius und trat 1422 die Nachfolge des verstorbenen Johann Ember als Pfarrer der Andreaskirche in der Braunschweiger Neustadt an. Quirre war unter Umständen weitläufig verwandt mit Ember, dessen Nachlass er verwaltete und dessen Pfründen er übernommen hatte. Zu dieser Zeit war Quirre bereits Domherr in Hildesheim und Halberstadt sowie Sekretär und Kanzler (1455) der Herzöge von Braunschweig-Lüneburg und später des Calenberger Landes.
Bei einem seiner zahlreichen Besuche in Rom, ließ er sich 1429 zum Priester weihen und erlangte durch päpstliche Protektion den Archidiakonat von Groß Stöckheim. Zwischen 1434 und 1435 nahm Quirre erneut das Studium auf und wurde an der Universität Rostock, wo sein Verwandter Rike eine große Rolle spielte, zum Doktor des Kirchenrechts promoviert, womit er zugleich die Lehrberechtigung erlangte.
Quirre, der in der Zwischenzeit Rektor der Marienkapelle in Wolfenbüttel geworden war, holte zahlreiche Verwandte nach Braunschweig, so z. B. den Kleriker Johannes Quirre, der ein Kanonikat am Blasiusstift erhielt. Ebenso einen Vetter weltlichen Standes, der ebenfalls Ludolf Quirre hieß und 1448 mit Gese Kalm in die angesehene Braunschweiger Familie Kalm einheiratete.
Zu Beginn der 1440er Jahre wurde Quirre in das Domkapitel in Lübeck aufgenommen. In seiner Heimatstadt Hannover ließ er zwischen 1445 und 1447 die St. Gallenkapelle errichten, die mit einem Collegium canonicum verbunden war. Mit päpstlicher Autorisierung ließ er die Kapelle später zu einer Stiftskirche ausbauen, deren Vikare die Memoria der Herzöge und der Familie Quirre zu pflegen hatten. Quirre brachte mit dieser für Hannover einzigartigen Familienstiftung den Rang seiner Familie, die in der Stadt keine politischen Ämter bekleidete, zum Ausdruck.
1453 gelang es ihm Dompropst in Halberstadt zu werden, wo ein Kommilitone und Freund aus der Zeit in Bologna mittlerweile Bischof geworden war. Quirre behielt zudem sämtliche bisherigen Ämter bei. In der Stadt selbst hat er wohl den Ausbau des Domes vorangetrieben und dafür gesorgt, dass sein Verwandter Johannes Quirre dort 1459 zum Domdekan ernannt wurde. Ludolf Quirre sammelte förmlich Pfründen, allerdings brachte er es bis 1454 nur zu einem, wenn auch wichtigen, Archidiakonat, als „Achidiakonus zu Bamstocken“. Dieses verdankte er ebenso wie andere Braunschweiger Pfründen und ähnliche in Hannover dem Patronat und der Protektion der Welfen sowie anderer einflussreicher Personen, wie dem Papst.

## Nachleben

### Braunschweiger Dom

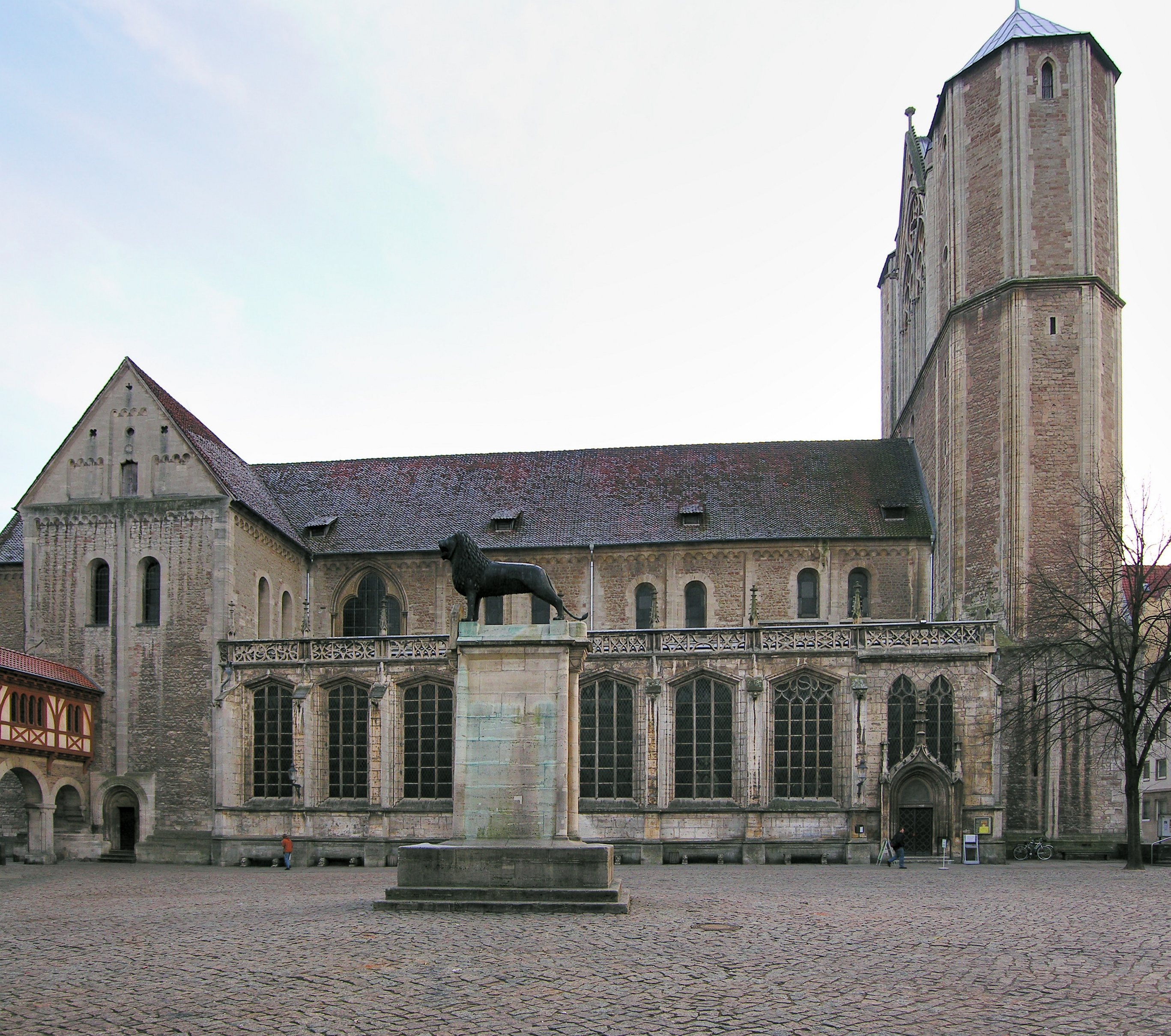
Nördliches Seitenschiff des Braunschweiger Doms mit dem Braunschweiger Löwen im Vordergrund. Rechts das Hauptportal, über dem 1469 das Wappen Quirres angebracht wurde.

Ludolf Quirre starb in der Karwoche 1463 in Braunschweig und wurde im Dom zu Halberstadt beigesetzt. Sein Grab ist heute nicht mehr erhalten. Testamentarisch hinterließ er dem Braunschweiger Blasiusstift zwei Renten, die dazu bestimmt waren, den Neubau des nördlichen Seitenschiffs des Braunschweiger Doms zu finanzieren. Dies geschah zwischen 1466 und 1472 im Stil der deutschen Sondergotik. 1469 wurde das Wappen Ludolf Quirres (als Halberstädter Dompropst) über dem Haupteingang angebracht. Es zeigt quadriert den Adler des Bistums Halberstadt sowie einen grünen Blätterkranz mit fünf roten fünfblättrigen Rosen, dem Familienwappen der Quirres.

### Quirrestraße in Hannover
Die 1914 angelegte Quirrestraße in Linden-Nord wurde benannt „nach der seit 1387 in Hannover nachzuweisenden Familie Quirre“, die laut Adressbuch der Stadt Hannover von 1952 „in Linden Grundbesitz hatte“.